# Malur superb

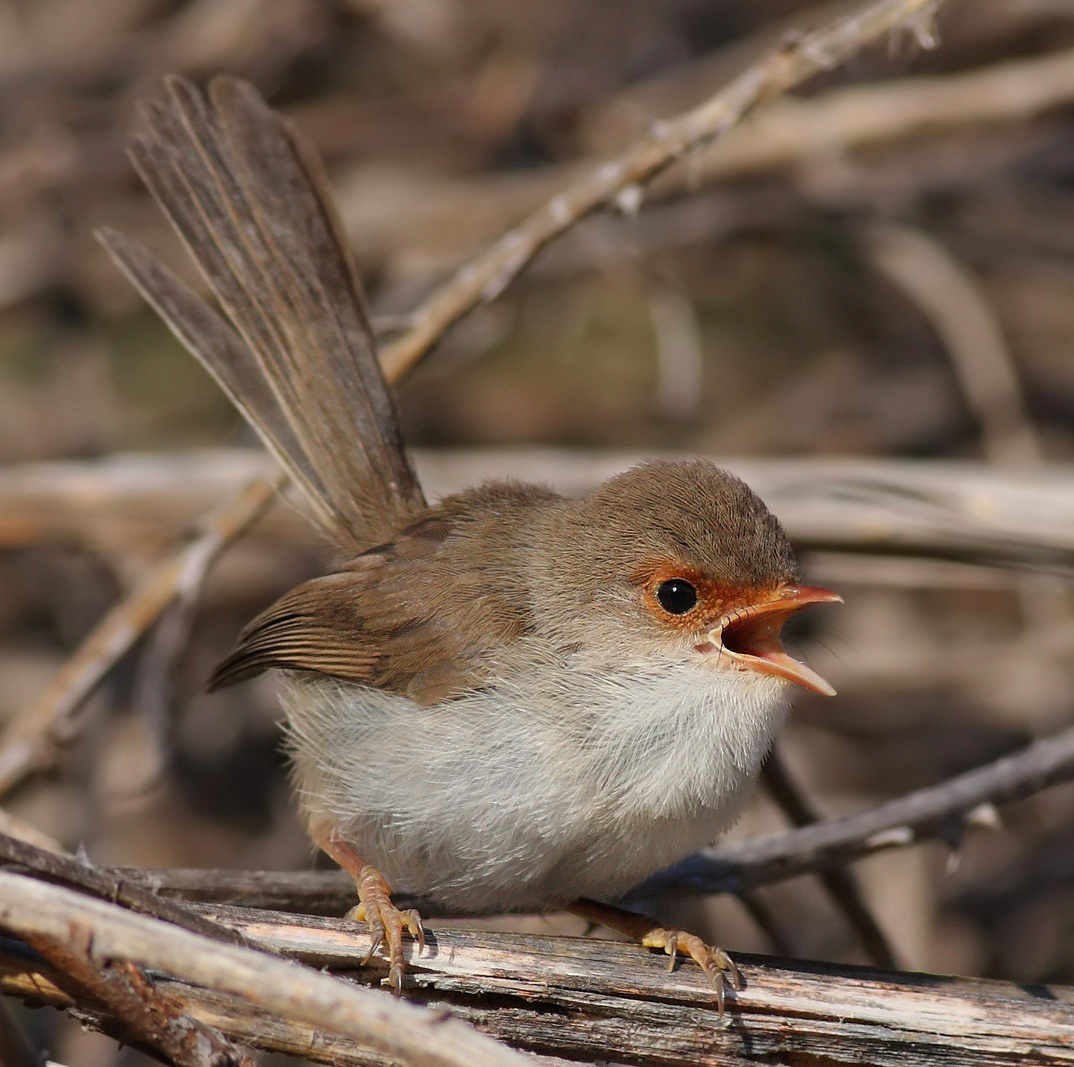
Femella

El malur superb (Malurus cyaneus) és una petita espècie d'ocell de la família Maluridae autòcton del sud-est d'Austràlia i Tasmània, de fort dimorfisme sexual.
Endèmic d'Austràlia i més concretament del seu sud-est. S'ha adaptat bé a l'ambient urbà i és comú a Sydney, Canberra i Melbourne.
El mascle en l'època de cria té el front i els auriculars d'un brillant i cridaner blau, la resta del cap amb una màscara negra i una gola negra o blava marí.